# Koersplan
Koersplan is een spaarkasproduct van Spaarbeleg, een dochteronderneming van Aegon. In 1999 raakte Koersplan in opspraak. In totaal zouden er circa 700.000 polissen zijn verkocht.
Uit een drietal uitzendingen van het consumentenprogramma TROS Radar zou blijken dat Aegon te veel kosten in rekening bracht. Na een uitzending van het consumentenprogramma Kassa in januari 2005 verenigden 30.000 gedupeerden zich in de Stichting Koersplan de weg kwijt. De stichting stelde dat Spaarbeleg van 1989 tot en met 1998 onjuiste informatie had verstrekt in de brochures, aanmeldingsformulieren, correspondentie en certificaten. De stichting stelde dat Spaarbeleg in alle uitlatingen had doen voorkomen dat de rendementen netto waren. Op de inleg werd echter nog premie voor een overlijdensrisicoverzekering ingehouden. De stichting stelde dat deze inhouding niet vermeld stond in de door spaarbeleg verstrekte informatie.
Na drie gesprekken tussen Aegon en de stichting (laatste gesprek op 19 mei 2005) maakte Aegon op 20 mei 2005 onverwacht een productverbetering bekend voor Koersplan en andere spaarkasproducten. De premie voor de losse overlijdensrisicoverzekering werd met terugwerkende kracht gemaximeerd tot 17% voor alle polissen. Er volgde een herberekening van de waarde. Verder werd de premie met nogmaals 10% gekort voor nog actieve polissen per 1 januari 2006, volgens Aegon omdat gebleken was dat bij deze producten in sommige gevallen een te groot deel van de inleg naar de overlijdensrisicoverzekering ging. Omdat de wijziging voor 'Koersplan de weg kwijt' onvoldoende was, werd Aegon in oktober 2005 gedagvaard. De procedure begon bij de meervoudige kamer van de Rechtbank Utrecht en eindigde op 14 juni bij de Hoge Raad der Nederlanden. De Koersplan-affaire is een van de aanleidingen voor de woekerpolis-affaire.

## Tussenvonnis
Op 6 juni 2007 bepaalde de rechtbank dat de klanten in 1989 en 1990 door Spaarbeleg waren misleid, doordat op geen enkele wijze overeen was gekomen dat er premie voor de overlijdensrisicoverzekering ingehouden zou worden. Vanaf 1991 paste Spaarbeleg de algemene voorwaarden aan. In deze voorwaarden werd de inhouding wel gemeld, waardoor er volgens de rechtbank voor deze eisers geen sprake van misleiding was. Het was de rechtbank echter niet gebleken dat Spaarbeleg met de deelnemers overeenstemming had bereikt over de hoogte van de in te houden premie. Beide partijen werden daarom in de gelegenheid gesteld de rechtbank over dit laatste punt te informeren, uiterlijk op 18 juli 2007, waarna de rechtbank opnieuw een datum zou bepalen waarop de uitspraak volgde.
Op 20 februari 2008 beval de rechter in een vonnis beide partijen op 8 april 2008 op een rechtszitting te verschijnen. Naar de verwachting van de stichting Koersplandewegkwijt zou het op die datum tot een schikking komen.

## Hoge Raad
Op 9 maart 2013 werd bekend dat de advocaat-generaal bij de Hoge Raad meende dat Aegon fout zat. Op 14 juni nam de Hoge Raad dit advies over. Aegon moest daarom voor de klanten namens wie de stichting optrad met terugwerkende kracht een lage premie rekenen voor de overlijdensrisicoverzekering, dit als gevolg van de weigering van Aegon een marktconforme premie voor te stellen aan de rechter.